# Русский центр Фордемского университета
Русский центр Фордемского университета имени Владимира Соловьёва — научный институт и аналитический центр по вопросам славистики, русистики, советологии, положения религии, Русской православной церкви, духовной культуры в России и СССР, при католическом университете Нью-Йорка (США), организован и руководится миссией иезуитов в русском зарубежье в традиции русских католиков византийского обряда в составе Русского апостолата. 
Основан Феодором Вилькоком с помощниками Фионаном Бранниганом и Джоном Райдером в 1950 году. При центре действовали издательство, библиотека и домовый храм.

## Цели
- Устройство русского факультета в католическом университете Фордема
- Выпуск книг на русском и английском языках по русским вопросам
- Чтение докладов о России и восточных обрядах католической церкви в других городах США
- Информационная, координационная и руководящая деятельность для всего русского апостольского делания[стиль]
- Подготовка священников и мирян
- Помощь русским Ди Пи в США
- Экуменизм и межцерковные отношения, прежде всего с православными

## История
Католическая миссия среди русских эмигрантов в США проводилась священниками Андреем Рогош в Нью-Йорке и Иоанн (Джон) Райдер — в Лос-Анджелесе, также монахи бенедиктинцы в Лайл, Иллинойс, где до 1959 года проживал Василий Бурман, с 1932 года издавали «Церковный Голос: ежемесячный журнал для верующих восточного и западного обрядов с целью их религиозного сближения» и совершал богослужения для русских архимандрит Илья Васильевич Денисов.
В это же время Фордемский университет уже 14 лет 

успешно работал над изучением восточных обрядов, в нем же было решено открыть Институт научного изучения русской культуры.
В центре работали и преподавали 32 профессора, из которых 15 — русские, в интернате проживало 50 студентов.
В декабре 1951 года кардинал Григорий Агаджанян Католикос Киликийский, уроженец Российской империи встречался с русской католической общиной.
В 1952 году силами центра ежемесячно делалось примерно 30 докладов в разных городах, школах и приходах США.
В 1954 году протопресвитер, богослов Православной церкви в Америке Александр Шмеман читал здесь лекцию «Православие и католичество», центр посетили протопресвитер Русской православной церкви заграницей Михаил Польский и Константин Николаев, автор книги «Восточный обряд». Чешский византинист Франтишек Дворник прочитал лекцию «Южные славяне, Рим и Византия».
Центр удостоен права присваивать степень бакалавра гуманитарных наук по изучению России.

### Директора
- С 1950 по 1955 годы и с 1967 по 1974 год — иеромонах Федор Вилькок
- С 1974 по 1979 год — иеромонах итальянец Кирилл Пиовесана (итал. Gino Piovesana), далее ректор «Руссикума»

### Профессора
- Извольская, Елена Александровна
- Бок, Николай Иванович фон
- Вилькок, Феодор
- Тимашев, Николай Сергеевич
- Николай Арсеньев
- Иоанн Мейендорф

### Известные выпускники
- Хопко, Фома Иванович
- Тафт, Роберт
- Любомир (Гузар)

## Библиотека
Основу богатого библиотечного собрания печатных изданий о России составила коллекция книг вывезенная из Китая в результате эвакуации Русская католическая миссия в Шанхае, прихода святителя Николая, интерната святого Михаила для мальчиков и приюта святой Софии для девочек в Шанхае в 1948 году.

Нам удалось спасти много книг из Шанхая; кроме того, мы получили ценные книги из Рима. В церкви у нас более ста икон, которые мы смогли получить из Шанхая в прошлом году; в ней установлен иконостас, над нею возвышается русский купол.

## Домовая церковь
Администрация университета предоставила деревянное здание, которое после основательного ремонта было переоборудовано в домовый храм.
9 декабря 1951 года храм был освящён.
Здесь был русский семисвечник, вывезенный из Шанхая и много икон, особенным почитанием пользовался образ преподобного Серафима Саровского.
В 1956 году ординарием Архиепископии Питтсбурга Русинской католической церкви византийского обряда епископом Николасом Елко здесь было совершено рукоположение в иеромонаха Иоанна Лонга, который впоследствии работал в Секретариате по содействию христианскому единству в Ватикане, в 1973 году он занимался с группой РПЦ МП в Риме.
В 1958 году в Риме архиепископ Александр Евреинов рукоположил для центра ещё троих иезуитов: Иоанн Моватт, Августин Морбахер и Георгий Мелони.
В 1964 году во время паломничества Ватиканского списка Казанской иконы Божией Матери по русским приходам и общинам Америки, организованном архиепископом Иоанном (Шаховским) с целью сбора средств на выкуп образа литургию в храме отслужил Андрей Урусов. Сопровождавший икону православный архиерей присутствовал при этом в церкви и благословлял молящихся.
В разное время в храме совершали единичные богослужения Андрей Рогош и Георий Рошко.
Так же духовенство Центра служило в Русском католическом приходе св. Архангела Михаил  на Манхеттене.

### Духовенство

#### Настоятели
- иеромонах Феодор Вилькок
- иеромонах Пиовесана Кирилл

#### Клир
- иеромонах князь Андрей Урусов
- иеромонах Николай фон Бок
- иеромонах Фионан Бранниган
- иеромонах Джон Райдер
- иеромонах Иоанн Моватт
- иеромонах Августин Морбахер
- иеромонах Георгий Мелони
- иеромонах Иоанн Лонг
- иеромонах О’Кен

## Издательская деятельность
Центр издавал литературу о русской и западноевропейской духовности, богословию и философии, а также выпускал свой Бюллетень. 

### Книги
- Николай фон Бок. Осьмидневные духовные упражнения. Нью-Йорк: Издание русского центра при Фордамском университете, 1953.
- Николай фон Бок. Россия и Ватикан накануне революции: Воспоминания дипломата. Нью-Йорк: Издание русского центра при Фордамском университете, 1962.
- Извольская Е. А. Американские святые и подвижники. Русский центр Фордгамского Университета в Нью-Йорке, 1959.
- Перроа Энри. Святой Игнатий Лойола / Николай фон Бок предисловие и перевод с французского. New York: Russian Center Fordham University, 1956.
- Папа Пий XII. Послание к народам России, 7 июля 1952.
- Данзас Ю. Богопознание и марксистское безбожие.
- Тышкевич С. Советское безбожие и папство.
- Гаврилов М. Н. Ватикан, война и мир.
- Гаврилов М. Н. Духовные основы русской культуры.
- Гаврилов М. Н. Тышкевич С. Святой Пий X. New York: Russian Center Fordham University, 1955.
- Беломорский А. Православие и папство. Нью-Йорк: Фортдамский университет, 1955. 36 с.
- Беломорский А. Правы ли отрицатели религии? Нью-Йорк: Фортдамский университет, 1959 (2-е изд. Брюссель: Жизнь с Богом, 1965). 91 с.
- Хризостом, иеромонах. Вселенский собор. Нью-Йорк: Фортдамский университет, 1959.
- Хризостом, иеромонах. Вселенский собор и Папство. Нью-Йорк: Фортдамский университет, 1960.
- Хризостом, иеромонах. Возможно ли восстановление единства между Католическою и Православною Церковью. Нью-Йорк: Фортдамский университет, 1961.